# 论语郑氏注
《论语郑氏注》是郑玄注释《论语》的著作，盛行于魏晋南北朝，宋朝佚失，清以来有不少辑佚本，1900年后在敦煌和吐鲁番发现唐写本多种，王素专门编著了《唐写本论语郑氏注及其研究》。